# Albumares brunsae
Albumares brunsae Keller and Fedonkin, 1976 è un animale estinto appartenente alla fauna di Ediacara. Visse nel Proterozoico superiore (Ediacarano, circa 540 milioni di anni fa) e i suoi resti sono stati ritrovati nella regione del Mar Bianco, in Russia.

## Descrizione
Di forma vagamente tondeggiante, questo misterioso organismo raggiungeva un diametro di circa 15 millimetri. Il corpo era suddiviso in tre lobi, che conferivano ad Albumares l'aspetto di un trifoglio. Questi lobi erano divisi fra loro grazie a tre strutture allungate, vagamente simili a fagioli. I lobi, invece, erano attraversati da numerosi canali che si diramavano nella parte finale. 

## Classificazione
Albumares è un tipico rappresentante della cosiddetta fauna di Ediacara, un gruppo di organismi primitivi sviluppatisi durante la fine del Proterozoico e dalle affinità poco chiare. A causa della sua struttura trilobata, questo organismo è stato attribuito ai trilobozoi, enigmatici organismi a simmetria triradiale, il cui rappresentante più noto è Tribrachidium heraldicum dell'Australia.